# Vantaa
Vantaa [ˈvɑntɑː] (schwedisch Vanda, bis 1972 finn. Helsingin maalaiskunta, schwed. Helsinge landskommun, „Landgemeinde Helsinki“) ist mit 242.819 Einwohnern (Stand 31. Dezember 2022) die viertgrößte Stadt Finnlands. Sie liegt unmittelbar nördlich der Hauptstadt Helsinki und ist Teil der als „Hauptstadtregion“ bezeichneten Agglomeration Helsinki. Die ehemalige Landgemeinde Helsinki wurde erstmals 1428 urkundlich erwähnt und wuchs in der zweiten Hälfte des 20. Jahrhunderts zu einem einwohnerstarken Vorort der benachbarten Stadt Helsinki an, welche bei ihrer Gründung 1550 aus der Landgemeinde ausgegliedert worden war. Im Jahr 1974 erhielt Vantaa das Stadtrecht. Auf dem Ortsgebiet liegt der internationale Flughafen Helsinki-Vantaa.

## Geographie

### Geographische Lage

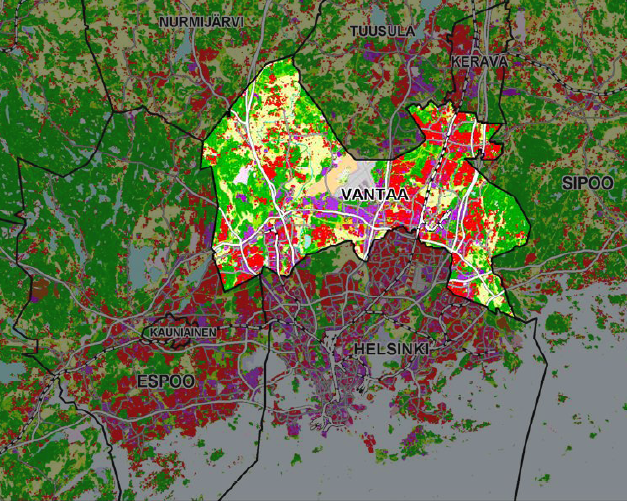
Landnutzung in der Hauptstadtregion (Vantaa hervorgehoben)

Vantaa liegt in der südfinnischen Landschaft Uusimaa unweit der Küste des Finnischen Meerbusens. Die Nachbarstädte und -gemeinden von Vantaa sind Tuusula und Kerava im Norden, Sipoo im Osten, Helsinki im Süden, Espoo im Westen und Nurmijärvi im Nordwesten. Die Städte Helsinki, Vantaa, Espoo und Kauniainen bilden zusammen eine als „Hauptstadtregion“ bezeichnete Agglomeration. De facto sind sie mittlerweile zu einer einzigen Großstadt mit rund einer Million Einwohnern zusammengewachsen, politisch sind die vier Städte aber nach wie vor eigenständig.

### Ausdehnung des Stadtgebiets

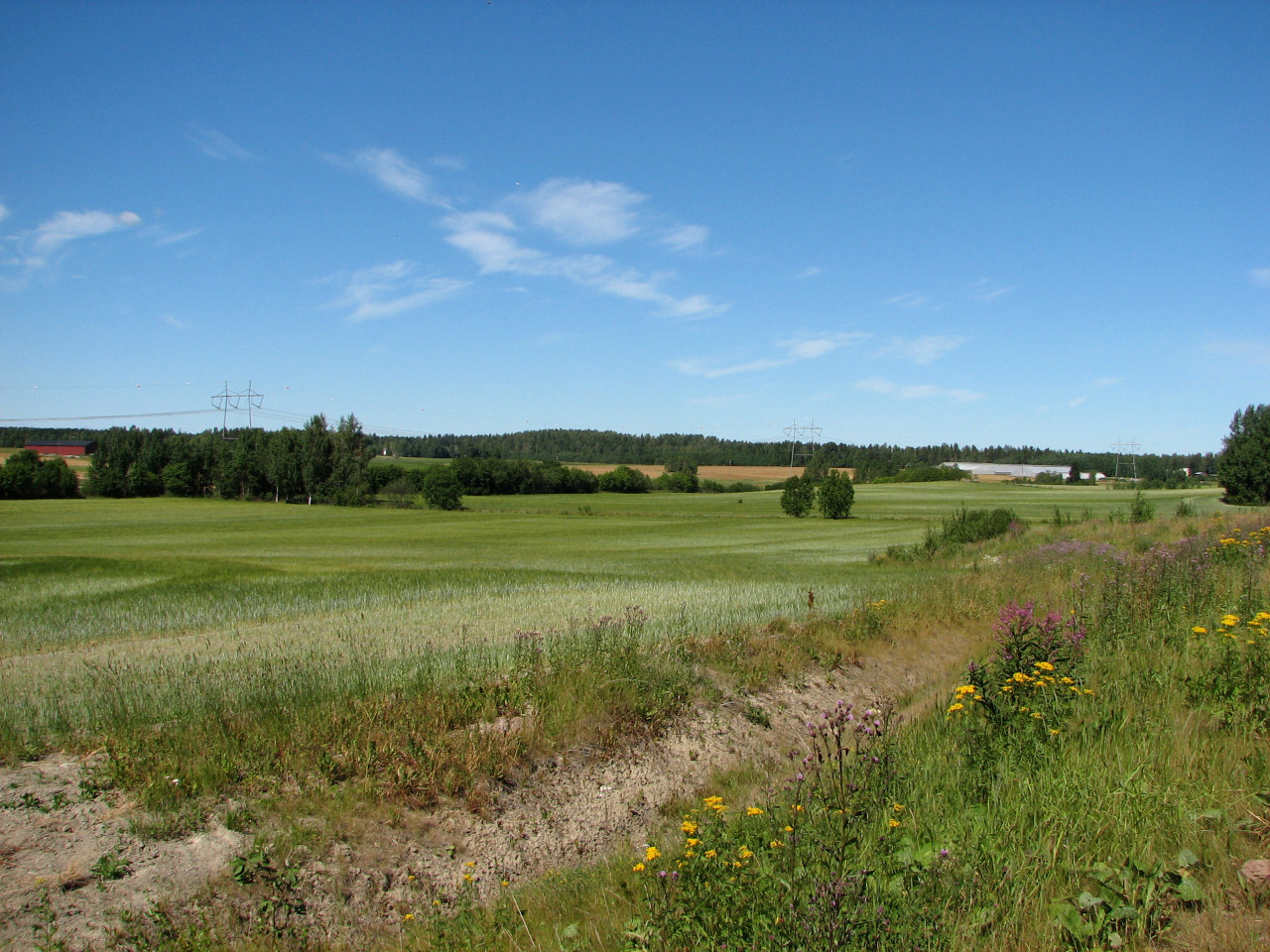
Manche Teile von Vantaa, wie hier in Viinikkala, sind noch ländlich geprägt

Vantaa erstreckt sich auf einer Fläche von 240,36 km². Das Stadtgebiet ist recht flach und für finnische Verhältnisse arm an Binnengewässern: Nur 1,98 km² werden von Wasser bedeckt. Der namensgebende Fluss Vantaanjoki fließt durch den Westen der Stadt, Ost-Vantaa wird von dessen Nebenfluss Keravanjoki durchflossen. Im Stadtgebiet befinden sich nur wenige Seen, und auch diese sind eher klein. Der größte See ist der beim Bau des Päijänne-Tunnels angelegte Silvola-Stausee.
Die dichte Bebauung konzentriert sich vor allem auf dem Süden und Osten des Stadtgebiets. Das Zentrum von Vantaa ist der Stadtteil Tikkurila. Obwohl Vantaa mittlerweile zu einer Großstadt angewachsen ist, sind Teile der Stadt immer noch ländlich geprägt. In Vantaa befinden sich Waldflächen von rund 10.000 ha; damit sind circa 40 Prozent des Stadtgebiets bewaldet. 4000 ha (circa 16 Prozent des Stadtgebiets) werden landwirtschaftlich genutzt.

### Stadtgliederung
Vantaa besteht aus den sieben Stadtbezirken (finnisch suuralue) Myyrmäki, Kivistö, Aviapolis, Tikkurila, Koivukylä, Korso und Hakunila. Diese unterteilen sich wiederum in insgesamt 61 Stadtteile (kaupunginosa).
| Myyrmäki:  | Askisto, Hämeenkylä, Hämevaara, Kaivoksela, Linnainen, Martinlaakso, Myyrmäki, Petikko, Vantaanlaakso, Vapaala, Varisto           |
| Kivistö:   | Keimola, Kiila, Kivistö, Lapinkylä, Luhtaanmäki, Myllymäki, Piispankylä, Riipilä, Seutula, Vestra                                 |
| Aviapolis: | Lentokenttä, Pakkala, Tammisto, Veromies, Viinikkala, Ylästö                                                                      |
| Tikkurila: | Hakkila, Helsingin pitäjän kirkonkylä, Hiekkaharju, Jokiniemi, Koivuhaka, Kuninkaala, Ruskeasanta, Simonkylä, Tikkurila, Viertola |
| Koivukylä: | Asola, Havukoski, Ilola, Koivukylä, Päiväkumpu, Rekola                                                                            |
| Korso:     | Jokivarsi, Korso, Leppäkorpi, Matari, Metsola, Mikkola, Nikinmäki, Vallinoja, Vierumäki                                           |
| Hakunila:  | Hakunila, Itä-Hakkila, Kuninkaanmäki, Länsimäki, Länsisalmi, Ojanko, Rajakylä, Sotunki, Vaarala                                   |

## Geschichte
Die Geschichte Vantaas reicht bis ins Mittelalter zurück, auch wenn die Stadt ihren heutigen Namen erst seit 1972 trägt. Auf Finnisch war das heutige Vantaa anfangs als „Kirchspiel Helsinki“ (Helsingin pitäjä) und ab 1865 als „Landgemeinde Helsinki“ (Helsingin maalaiskunta) bekannt, während es auf Schwedisch Helsinge hieß (im Gegensatz zur Stadt Helsinki, schwedisch Helsingfors).

### Vorgeschichte
In Vantaa lassen sich Spuren menschlicher Besiedlung bis in die Zeit der jungsteinzeitlichen Kammkeramik-Kultur um 5000 v. Chr. nachweisen. Zu jener Zeit lag ein großer Teil des heutigen Vantaa noch unter dem Meeresspiegel, erst durch die postglaziale Landhebung wurde es später zu einem Teil des Festlandes. Die steinzeitliche Bevölkerung des Gebiets ernährte sich durch Fischerei und Robbenjagd. In Vantaa sind außergewöhnlich viele archäologische Funde aus der kammkeramischen Zeit gemacht worden.
Gegen Ende der Eisenzeit, Ende des ersten Jahrtausends n. Chr. war Vantaa nur spärlich und nicht permanent besiedelt. Um das Jahr 1000 begannen Siedler aus Häme, die das Gebiet zuvor als Jagdgründe genutzt hatten, sich am Ufer des Vantaanjoki niederzulassen.

### Schwedische Zeit

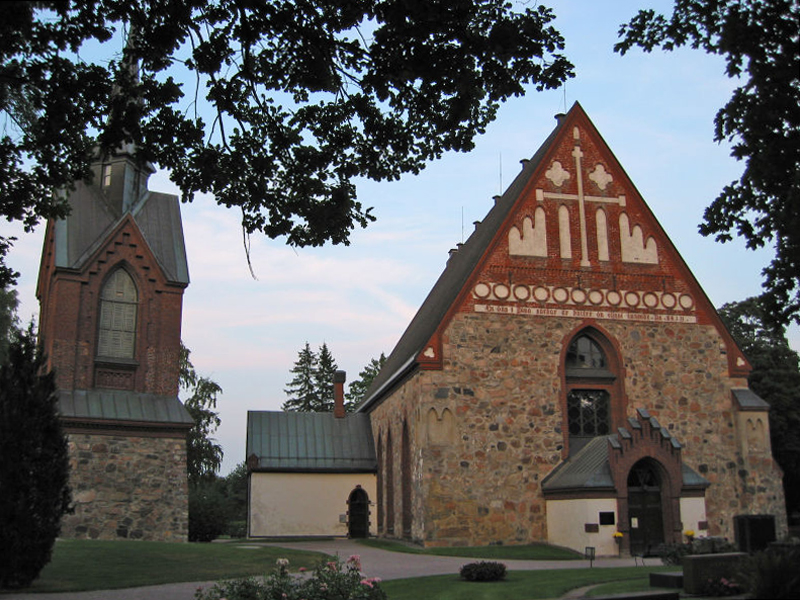
Die mittelalterliche Kirche des Kirchspiels Helsinki

Im 12. Jahrhundert kam die Landschaft Uusimaa (schwedisch: Nyland) unter schwedische Herrschaft. Noch im selben oder spätestens im 13. Jahrhundert ließen sich Siedler aus der schwedischen Region Hälsingland am Keravanjoki nieder. Durch das Gebiet führten die Handelsstraßen von Turku nach Viborg und nach Hämeenlinna, so dass sich mehrere prosperierende Dörfer bildeten. Für den Vantaanjoki-Fluss ist erstmals 1351 der Name Helsingaa belegt, als der schwedische König Magnus II. den Mönchen des estnischen Klosters Padise das Recht zugestand, im Fluss Lachse zu fischen. Der Fluss gab auch dem Ende des 14. Jahrhunderts entstandenen Kirchspiel Helsinki den Namen. Das Kirchdorf des Kirchspiels lag günstig nahe dem Zusammenfluss von Vantaanjoki und Keravanjoki sowie am Kreuzungspunkt der Handelsrouten von Turku nach Viipuri und nach Hämeenlinna und entwickelte sich zu einem der wichtigsten Orte von Uusimaa. Das Kirchspiel Helsinki wurde 1428 erstmals urkundlich erwähnt. Die aus Stein gebaute St.-Laurentius-Kirche entstand Mitte des 15. Jahrhunderts.
Im Jahr 1550 ließ König Gustav I. Wasa an der Mündung des Vantaanjoki die Stadt Helsinki (schwedisch Helsingfors) als Konkurrenzhafen zu Reval (Tallinn) auf der anderen Seite des Finnischen Meerbusens gründen. 1640 wurde Helsinki an seine heutige Stelle auf der Halbinsel Vironniemi verlegt. Auch wenn die Stadt in den ersten Jahrhunderten ihres Bestehens noch recht unbedeutend blieb, stellte sie von nun an das Kirchspiel Helsinge in ihren Schatten. 1652 wurde das Kirchspiel Helsinki der Kirchengemeinde der Stadt Helsinki angegliedert.
Ab 1720 begann man am Vantaanjoki wasserbetriebene Sägewerke zu bauen. Dadurch wurde das Kirchspiel Helsinki zu einem der wichtigsten Zentren der frühen Industrie Finnlands. Anfang des 19. Jahrhunderts begann man nach der Gründung der Eisenhütte Vanda Bruk die in der Umgebung entdeckten Erzvorkommen zu erschließen. Die Stromschnellen des Vantaanjoki wurden für die industrielle Produktion eingespannt. An der Vantaankoski-Stromschnelle entstand eine Eisenhütte, an der Tikkurilankoski-Stromschnelle eine Lackfabrik.

### Russische Zeit
Als Folge des verlorenen Russisch-Schwedischen Krieges musste Schweden das Gebiet des heutigen Finnland 1809 an Russland abtreten. Drei Jahre später ließ Zar Alexander I. die Hauptstadt des neugegründeten Großfürstentums Finnland von Turku in das bis dahin eher unbedeutende Helsinki verlegen. Während im Jahr 1805 das Kirchspiel Helsinki mit seinen 4840 Einwohnern noch größer gewesen war als die Stadt Helsinki mit 4337, wurde es in der Folgezeit durch das rasante Wachstum der neuen Hauptstadt in den Schatten gestellt. 1865 war das Kirchspiel schon auf 7000 Einwohner angewachsen, in Helsinki wohnten aber bereits 23.000 Menschen.
Im Jahr 1862 nahm die erste Eisenbahnstrecke Finnlands zwischen Helsinki und Hämeenlinna ihren Betrieb auf. Für die an der Bahnstrecke gelegenen Siedlungen wie Tikkurila führte das zu einem Wachstumsschub.
1865 wurde die Gemeindeverwaltung Finnlands reformiert. An Stelle der alten Kirchspiele traten nun politische Gemeinden. Dadurch wurde das Kirchspiel Helsinki zur Landgemeinde Helsinki. Verwaltungszentrum der Landgemeinde war Malmi.

### Seit der Erlangung der Unabhängigkeit

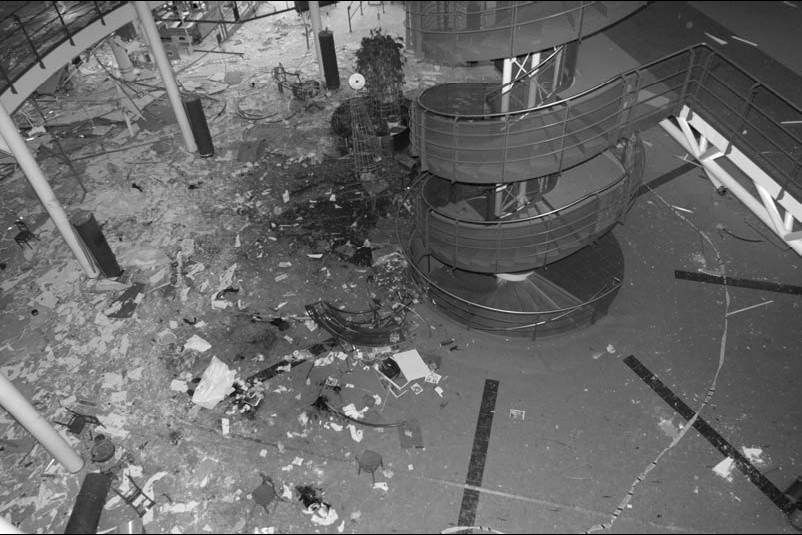
Das Einkaufszentrum Myyrmanni nach dem Bombenanschlag vom 11. Oktober 2002

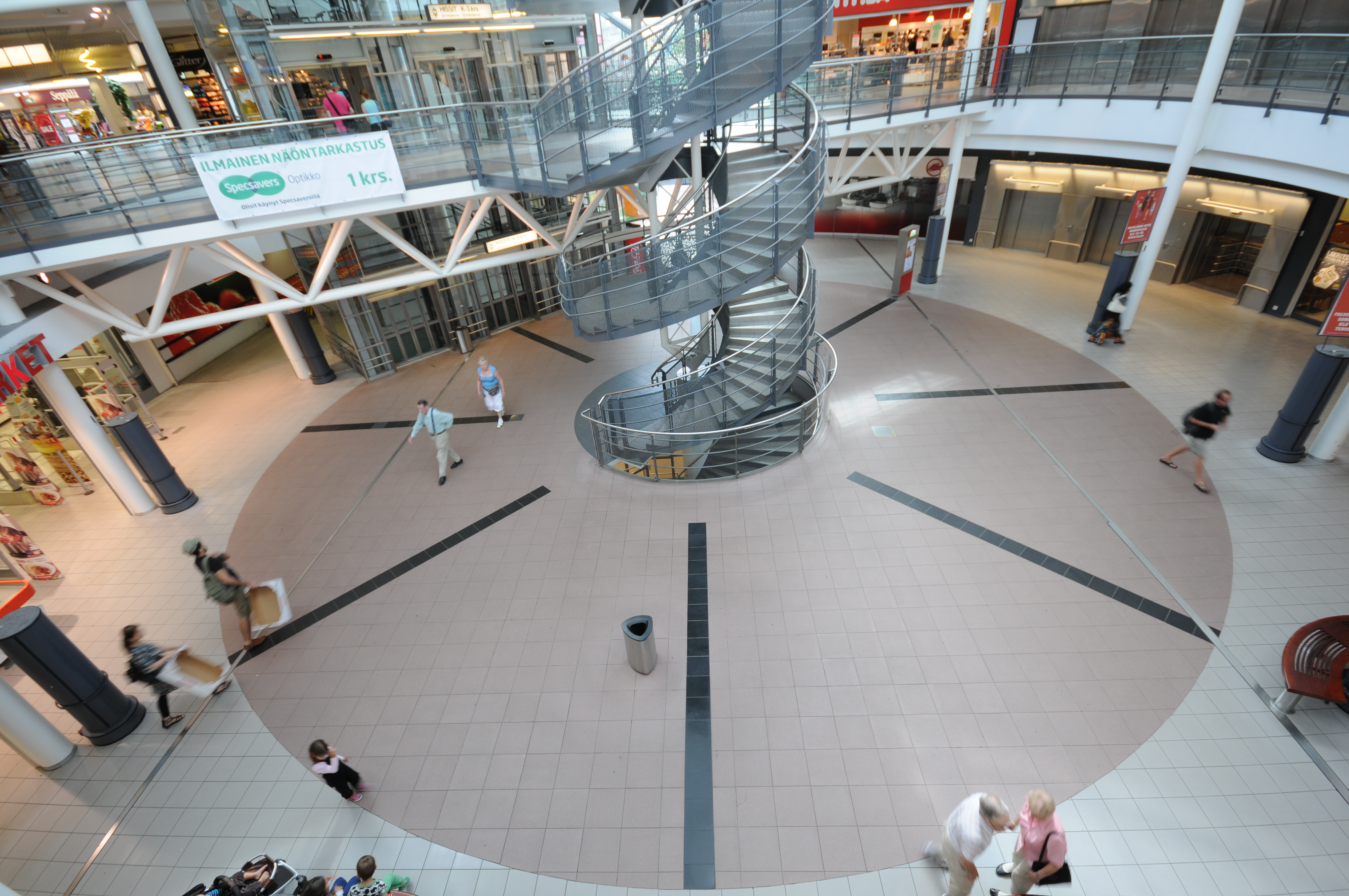
Zustand 2011

Im Laufe des 20. Jahrhunderts wurden immer wieder Teile der Landgemeinde in die Stadt Helsinki eingegliedert: 1906 die Stadtteile Meilahti, Käpylä und Kumpula, 1912 Pasila, 1926 Ruskeasuo und Uusipelto. 1946 folgte dann eine große Eingemeindung, in der Helsinki ein Drittel der Fläche der Landgemeinde zugeschlagen wurde. Die Landgemeinde Helsinki verlor ihr Gemeindezentrum Malmi und zwei Drittel ihrer Einwohnerschaft. In den 1950er Jahren entwickelte sich Tikkurila zum neuen Zentrum der Landgemeinde. 1954 und 1959 erhielt die Landgemeinde Helsinki wiederum Gebiete aus den Gemeinden Tuusula und Kerava, 1966 wurde indes Vuosaari in die Stadt Helsinki eingemeindet.
1952 zu den Olympischen Spielen in Helsinki, wurde der Flughafen Helsinki-Vantaa in Betrieb genommen. Während der Spiele wurde unter anderem in Vantaa der Marathonlauf ausgetragen. Nach Ende des Zweiten Weltkriegs begann für Vantaa ein rasantes Wachstum, das bis heute andauert. Vor allem im Bereich der Bahnstrecken entstanden neue Vorstädte. Die ersten Hochhaussiedlungen wurden Ende der 1950er Jahre gebaut. Die Landflucht ab den 1960er Jahren forcierte das Wachstum weiter. Allein im Jahr 1970 stieg die Einwohnerzahl der Landgemeinde Helsinki um 10.000 an. Zugleich wurde die Infrastruktur in Vantaa ausgebaut: 1962 begannen die Bauarbeiten für die Ringstraße III (Kehä III), die Helsinki halbkreisförmig umschließt, 1975 wurden die westlichen Teile von Vantaa durch eine neue Bahnstrecke erschlossen.
1972 wurde die Landgemeinde Helsinki zum Marktflecken erhoben und erhielt zugleich nach dem Fluss Vantaanjoki ihren neuen Namen Vantaa. Zwei Jahre später wurden die Marktflecken aus der finnischen Gemeindeordnung entfernt und Vantaa in eine Stadt umgewandelt.
Am 11. Oktober 2002 ereignete sich im Einkaufszentrum Myyrmanni ein Bombenanschlag, bei dem sieben Menschen umkamen.

## Bevölkerung

### Bevölkerungsentwicklung und -struktur
Am 31. Dezember 2022 hatte Vantaa 242.819 Einwohner. Damit ist Vantaa nach Helsinki, Espoo und Tampere die viertgrößte Stadt Finnlands. Die Bevölkerungsdichte beträgt 1019 Einwohner pro Quadratkilometer.
Die Tendenz der Bevölkerungsentwicklung Vantaas ist stark ansteigend. Hatte die Landgemeinde Helsinki 1870 noch rund 6.200 Einwohner, war die Einwohnerzahl zur Jahrhundertwende auf 12.700 angestiegen. 1940 waren es bereits über 30.000, ehe sich die Einwohnerzahl durch die Eingemeindung großer Teile der Landgemeinde in Helsinki 1946 halbierte. In den 1950er Jahren erlebte die Landgemeinde Helsinki aber das größte Bevölkerungswachstum, so dass sie 1960 bereits wieder 42.000 Einwohner hatte. In den 1960er und 1970er Jahren wuchs die Bevölkerung weiter stark und erreichte 1980 130.000 Einwohner. Seitdem hat sich die Bevölkerungskurve abgeflacht; die Einwohnerzahl wächst aber nach wie vor um durchschnittlich rund ein Prozent pro Jahr.
19,1 Prozent der Einwohner Vantaas sind jünger als 16 Jahre, 70,5 Prozent sind zwischen 16 und 64 Jahren alt und 10,4 Prozent sind älter als 64 Jahre. Damit ist die Bevölkerung Vantaas jünger als im Landesmittel und auch deutlich jünger als in Helsinki. Die Mobilität der Bevölkerung von Vantaa ist hoch. Nur etwas über ein Viertel der Bevölkerung in Vantaa ist auch dort geboren, ein weiteres Viertel stammt aus den anderen Städten der Hauptstadtregion.
| Jahr      | 1870  | 1880  | 1890   | 1900   | 1910   | 1920   | 1930   | 1940   | 1950   | 1960   | 1970   | 1980    | 1990    | 2000    | 2010    |
| Einwohner | 6.253 | 7.855 | 10.093 | 12.693 | 17.013 | 17.434 | 21.927 | 30.266 | 14.976 | 41.906 | 72.215 | 129.918 | 152.263 | 176.386 | 200.093 |

### Sprachen und Bevölkerungsgruppen
Die Küstengegend von Uusimaa gehört historisch zum Siedlungsgebiet der Finnlandschweden. Auch Vantaa war ursprünglich schwedischsprachig: Im Jahr 1910 sprachen in der Landgemeinde Helsinki noch 71 Prozent der Bevölkerung Schwedisch als Muttersprache. Obwohl die Anzahl der Schwedischsprachigen absolut sogar gestiegen ist, hat sich ihr Anteil durch den starken Zuzug aus anderen Landesteilen stark verringert: 1960 machten sie 10 Prozent der Bevölkerung aus, 1980 waren es 5 Prozent, heute sprechen nur noch 3,1 Prozent der Einwohner Vantaas Schwedisch als Muttersprache. Trotz des geringen Anteils der schwedischsprachigen Bevölkerung ist Vantaa nach wie vor offiziell zweisprachig mit Finnisch als Mehrheits- und Schwedisch als Minderheitssprache, weil die absolute Anzahl der Schwedischsprachigen mit etwa 6000 über der im Sprachengesetz festgelegten 3000-Einwohner-Marke liegt.
Der Ausländeranteil in Vantaa ist für finnische Verhältnisse eher hoch. 4,6 Prozent der Einwohner sind ausländische Staatsbürger; 6,2 Prozent wurden außerhalb Finnlands geboren. Die größten Ausländergruppen machen Russen, Esten und Somalier aus.

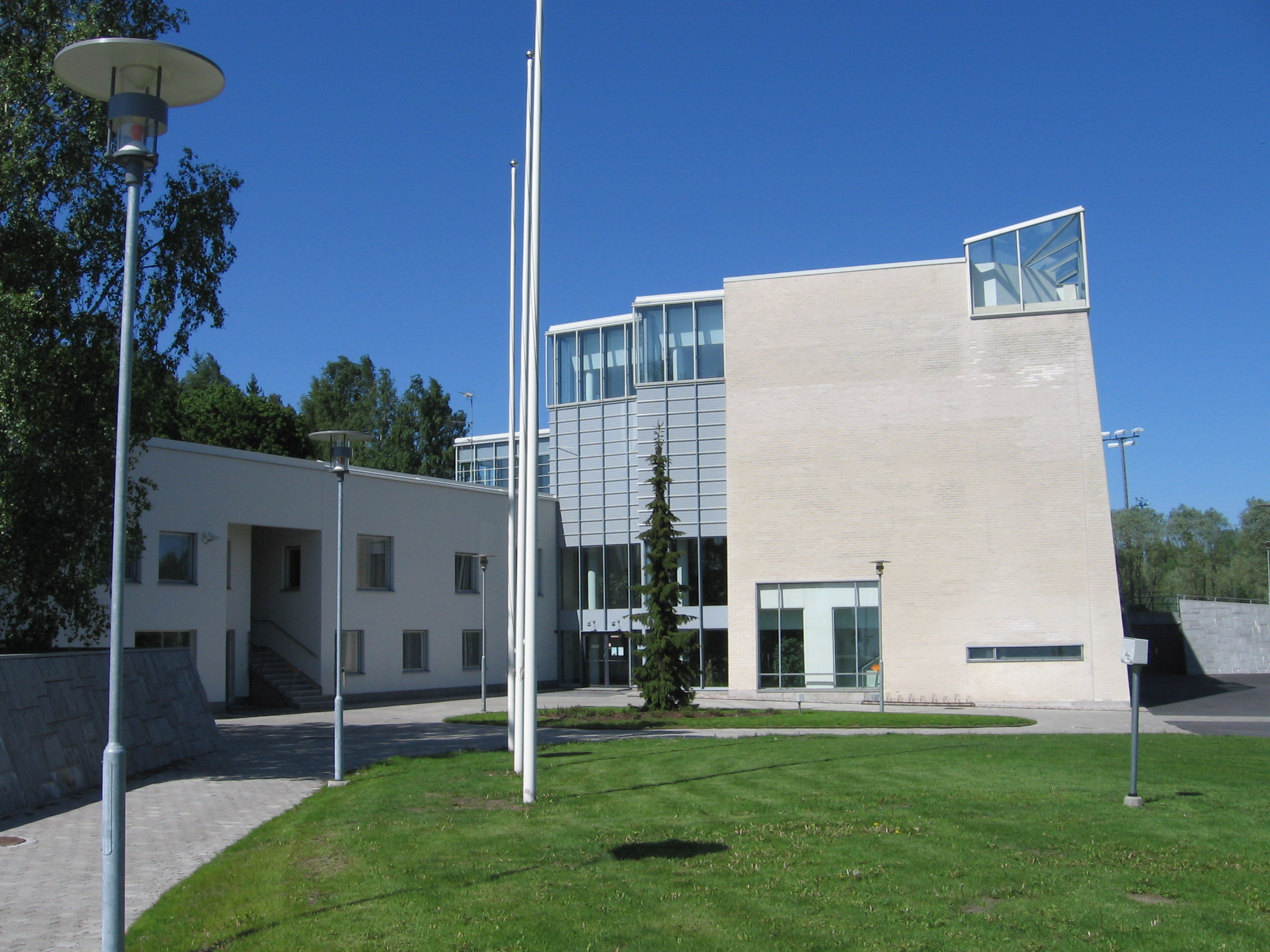
Moderne Kirche der Kirchengemeinde Hämeenkylä

### Religion
Wie in ganz Finnland sind auch in Vantaa die meisten Einwohner evangelisch-lutherischen Glaubens. 49,1 Prozent der Bevölkerung der Stadt gehören der Evangelisch-Lutherischen Kirche Finnlands an. Der orthodoxen Kirche gehören 1,1 Prozent an, 3,3 Prozent verteilen sich auf andere Religionsgemeinschaften. 46,5 Prozent der Einwohner Vantaas sind konfessionslos.
In Vantaa bestehen sieben evangelisch-lutherische Kirchengemeinden. Die finnischsprachigen Gemeinden Hakunila, Hämeenkylä, Korso, Tikkurila, Rekola und Vantaankoski gehören zum Bistum Helsinki, während die schwedischsprachige Gemeinde, die ganz Vantaa umfasst, zum Bistum Borgå gehört.
Die orthodoxen Gläubigen der Stadt gehören der Kirchengemeinde Helsinki an, haben aber mit der Christi-Himmelfahrts-Kirche eine eigene Filialkirche in Vantaa. Die Katholiken gehören dem römisch-katholischen Bistum Helsinki an.

## Politik

### Stadtrat
Wie in allen finnischen Städten ist auch in Vantaa der Stadtrat (finnisch: kaupunginvaltuusto) die höchste Entscheidungsinstanz bei lokalen Angelegenheiten. Dazu zählen Stadtplanung, Schulen, Gesundheitswesen und öffentlicher Verkehr. Der aus 67 Mitgliedern bestehende Rat wird auf vier Jahre gewählt. Die Kommunalwahlen in Finnland 2021 am 13. Juni 2021 für die Wahlperiode vom 1. Januar 2018 bis 31. Dezember 2021 (vier Jahre) führte in Vantaa zu dem in der Tabelle dargestellten Ergebnis. Die Wahlbeteiligung lag bei 48,4 % (2017: 52,3 %).
| Partei                       | Stimmenanteil | +/− %p | Sitze | +/− | Sitzverteilung 2022–2025                                                                                     |
| ---------------------------- | ------------- | ------ | ----- | --- | --- |
| Nationale Sammlungspartei    | 24,7 %        | + 0,3  | 18    | + 1 | Insgesamt 67 Sitze - VAS: 4 - SDP: 16 - VIHR: 9 - KESK: 2 - KOK: 18 - KD: 2 - PS: 12 - Liike Nyt: 2 - RKP: 2 |
| Sozialdemokraten             | 22,6 %        | − 2,5  | 16    | − 2 | Insgesamt 67 Sitze - VAS: 4 - SDP: 16 - VIHR: 9 - KESK: 2 - KOK: 18 - KD: 2 - PS: 12 - Liike Nyt: 2 - RKP: 2 |
| Basisfinnen                  | 17,4 %        | + 5,0  | 12    | + 4 | Insgesamt 67 Sitze - VAS: 4 - SDP: 16 - VIHR: 9 - KESK: 2 - KOK: 18 - KD: 2 - PS: 12 - Liike Nyt: 2 - RKP: 2 |
| Grüner Bund                  | 13,3 %        | − 4,5  | 9     | − 3 | Insgesamt 67 Sitze - VAS: 4 - SDP: 16 - VIHR: 9 - KESK: 2 - KOK: 18 - KD: 2 - PS: 12 - Liike Nyt: 2 - RKP: 2 |
| Linksbündnis                 | 06,6 %        | − 0,9  | 04    | − 1 | Insgesamt 67 Sitze - VAS: 4 - SDP: 16 - VIHR: 9 - KESK: 2 - KOK: 18 - KD: 2 - PS: 12 - Liike Nyt: 2 - RKP: 2 |
| Zentrumspartei               | 04,1 %        | − 0,2  | 02    | − 1 | Insgesamt 67 Sitze - VAS: 4 - SDP: 16 - VIHR: 9 - KESK: 2 - KOK: 18 - KD: 2 - PS: 12 - Liike Nyt: 2 - RKP: 2 |
| Christdemokraten             | 03,7 %        | − 0,1  | 02    | ± 0 | Insgesamt 67 Sitze - VAS: 4 - SDP: 16 - VIHR: 9 - KESK: 2 - KOK: 18 - KD: 2 - PS: 12 - Liike Nyt: 2 - RKP: 2 |
| Liike Nyt („Bewegung Jetzt“) | 03,3 %        | + 3,3  | 02    | + 2 | Insgesamt 67 Sitze - VAS: 4 - SDP: 16 - VIHR: 9 - KESK: 2 - KOK: 18 - KD: 2 - PS: 12 - Liike Nyt: 2 - RKP: 2 |
| Schwedische Volkspartei      | 02,9 %        | ± 0    | 02    | ± 0 | Insgesamt 67 Sitze - VAS: 4 - SDP: 16 - VIHR: 9 - KESK: 2 - KOK: 18 - KD: 2 - PS: 12 - Liike Nyt: 2 - RKP: 2 |

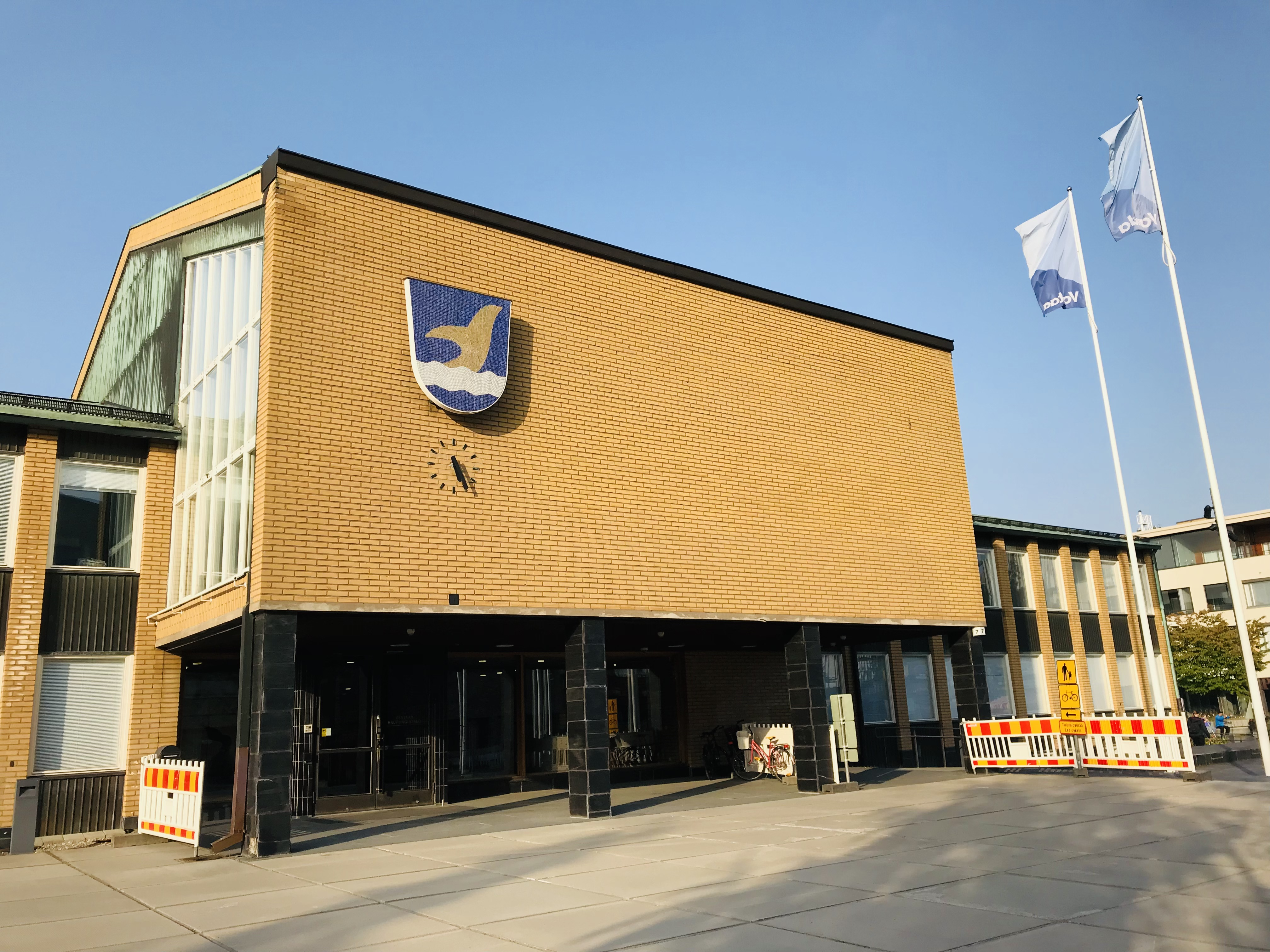
Rathaus von Vantaa

Die stärkste Fraktion im Stadtrat von Vantaa stellen seit den Kommunalwahlen 2021 die konservativen Sammlungspartei, gefolgt von den Sozialdemokraten. Nach der Wahl 2017 war es umgekehrt. Auch die Basisfinnen (17,4 %) und der Grüne Bund (13,3 %) sind in Vantaa verhältnismäßig stark vertreten, die Zentrumspartei (4,1 %), eine der drei großen Parteien des Landes, hat dagegen wie in den meisten Großstädten keine größere Bedeutung. Ebenfalls vertreten sind  das Linksbündnis, die Christdemokraten, die Schwedische Volkspartei und die neue Partei Liike Nyt („Bewegung Jetzt“).

### Verwaltung
Der Stadtdirektor (finnisch: kaupunginjohtaja) von Vantaa ist dem Stadtrat unterstellt und wird von diesem ernannt. Seine Aufgabe ist es, die Verwaltung und den Haushalt der Stadt zu verwalten. Seit 2012 hat der Sozialdemokrat Kari Nenonen diesen Posten inne.

### Wappen
Das Wappen von Vantaa wurde 1951, damals noch für die Landgemeinde Helsinki, eingeführt. Es zeigt die goldene Schwanzflosse eines Fisches im blauen Schild. Das Wappen leitet sich daher ab, dass im Vantaanjoki früher in großen Mengen Lachse gefischt wurden und der Lachs daher ein Kennzeichen der Stadt ist.

### Städtepartnerschaften
Vantaa unterhält folgende Partnerschaften:
- Askim (Norwegen, seit 1951)
- Huddinge (Schweden, seit 1951)
- Lyngby-Taarbæk (Dänemark, seit 1951)
- Mateh Jehuda (Israel, seit 1967)
- Landkreis Rastatt (Deutschland, seit 1968)
- Kineschma (Russland, seit 1969)
- Salgótarján (Ungarn, seit 1975)
- Mladá Boleslav (Tschechien, seit 1978)
- Seyðisfjörður (Island, seit 1980)
- Frankfurt (Oder) (Deutschland, seit 1987)
- Słupsk (Polen, seit 1987)
- Jinan (Volksrepublik China, seit 2001)

Vantaa lädt jährlich je vier Jugendliche aus allen Partnerstädten zu einem einwöchigen Sommercamp ein.

## Wirtschaft und Infrastruktur

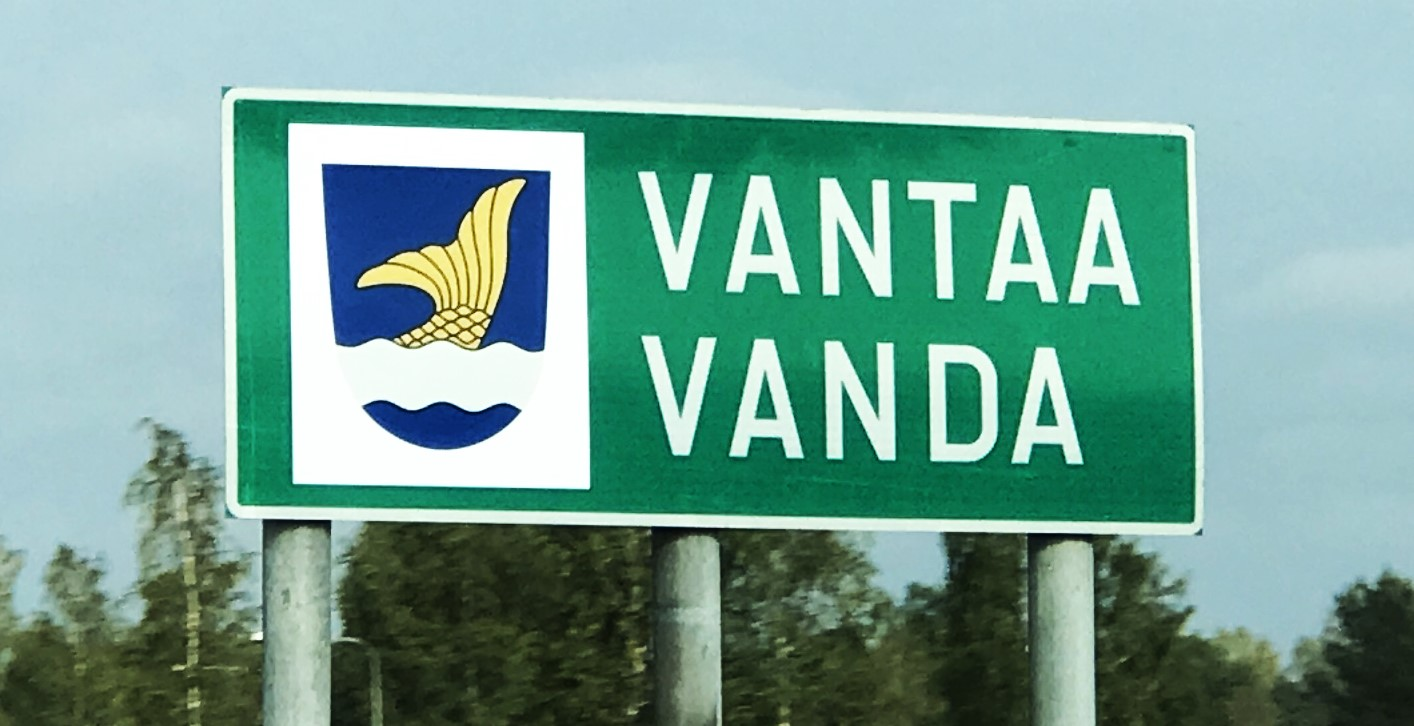
Ortseingangsschild von Vantaa

### Verkehr

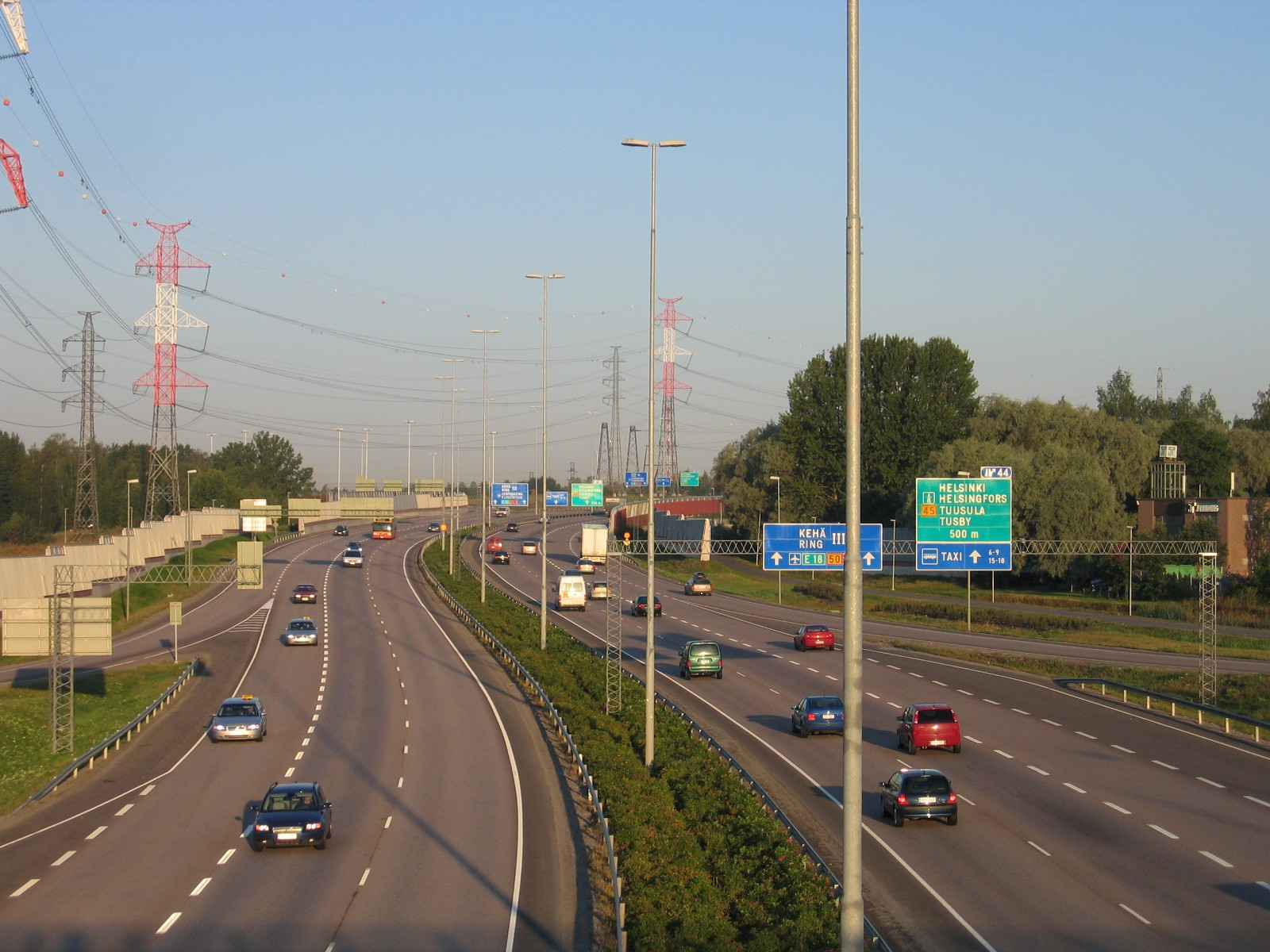
Die Ringstraße III in Vantaa

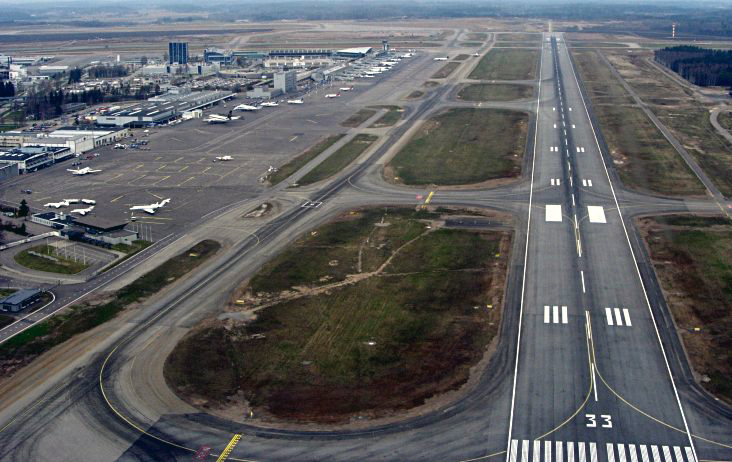
Flughafen Helsinki-Vantaa

Vantaa ist gut an Helsinki angeschlossen und verfügt dank mehrerer Autobahnen, Bahnstrecken und eines internationalen Flughafens über gute Verkehrsverbindungen. Der öffentliche Personennahverkehr in Vantaa wird vom regionalen Verkehrsverbund HSL betrieben.
Im Mai 2023 wurde der Bau einer Straßenbahnstrecke beschlossen. Die geplante Strecke soll vom Flughafen aus über den Bahnhof Tikkurila nach Mellunmäki, wo ein Anschluss zur U-Bahnlinie M2 der Metro Helsinki bestehen würde, führen. Der Baubeginn ist ab 2024 vorgesehen und die Eröffnung ist für 2029 geplant.
Durch das Stadtgebiet Vantaas führen sechs von acht Ausfallstraßen der Hauptstadt, namentlich die Straße nach Vihti (Vihdintie), die Autobahnen nach Hämeenlinna (Hämeenlinnanväylä), Tuusula (Tuusulanväylä), Lahti (Lahdenväylä) und Porvoo (Porvoonväylä) sowie die östliche Ausfallstraße (Itäväylä). Diese werden durch die Ringstraße III (Kehä III), die Helsinki halbkreisförmig umgibt und zu einem großen Teil durch Vantaa verläuft, miteinander verbunden.
Zwei von Helsinki ausgehende Bahnstrecken durchqueren Vantaa: Die Bahnstrecke Helsinki–Hämeenlinna ((Päärata, Stammbahn)) verläuft durch Ost-Vantaa über die Bahnhöfe Tikkurila, Hiekkaharju, Koivukylä, Rekola und Korso. Die Strecke wurde 1862 eröffnet und trug maßgeblich zur Entwicklung Vantaas bei. Die andere Strecke ist die Bahnstrecke Helsinki–Vantaankoski. Sie verlief bis 2015 über die Bahnhöfe Myyrmäki, Louhela und Martinlaakso durch West-Vantaa bis zum Endbahnhof Vantaankoski. Der Abschnitt bis Martinlaakso wurde 1975 fertiggestellt, 1991 wurde die Strecke bis Vantaankoski verlängert.
Im Sommer 2015 wurde eine Querverbindung von der Bahnstrecke Helsinki–Vantaankoski über den Flughafen Helsinki-Vantaa zur Bahnstrecke Helsinki–Hämeenlinna nach Hiekkaharju eröffnet (Kehärata, Ringbahn). Beide Strecken werden vom Schienennahverkehr in der Region Helsinki bedient. Am Bahnhof Tikkurila, dem mittlerweile zweitwichtigsten Bahnhof Finnlands, halten auch Fernzüge.

Der Flughafen Helsinki-Vantaa liegt im Stadtgebiet von Vantaa. Er wurde 1952 für die Olympischen Sommerspiele in Helsinki fertiggestellt. Mit rund 13 Millionen Fluggästen im Jahr ist er mit Abstand der größte Verkehrsflughafen Finnlands.

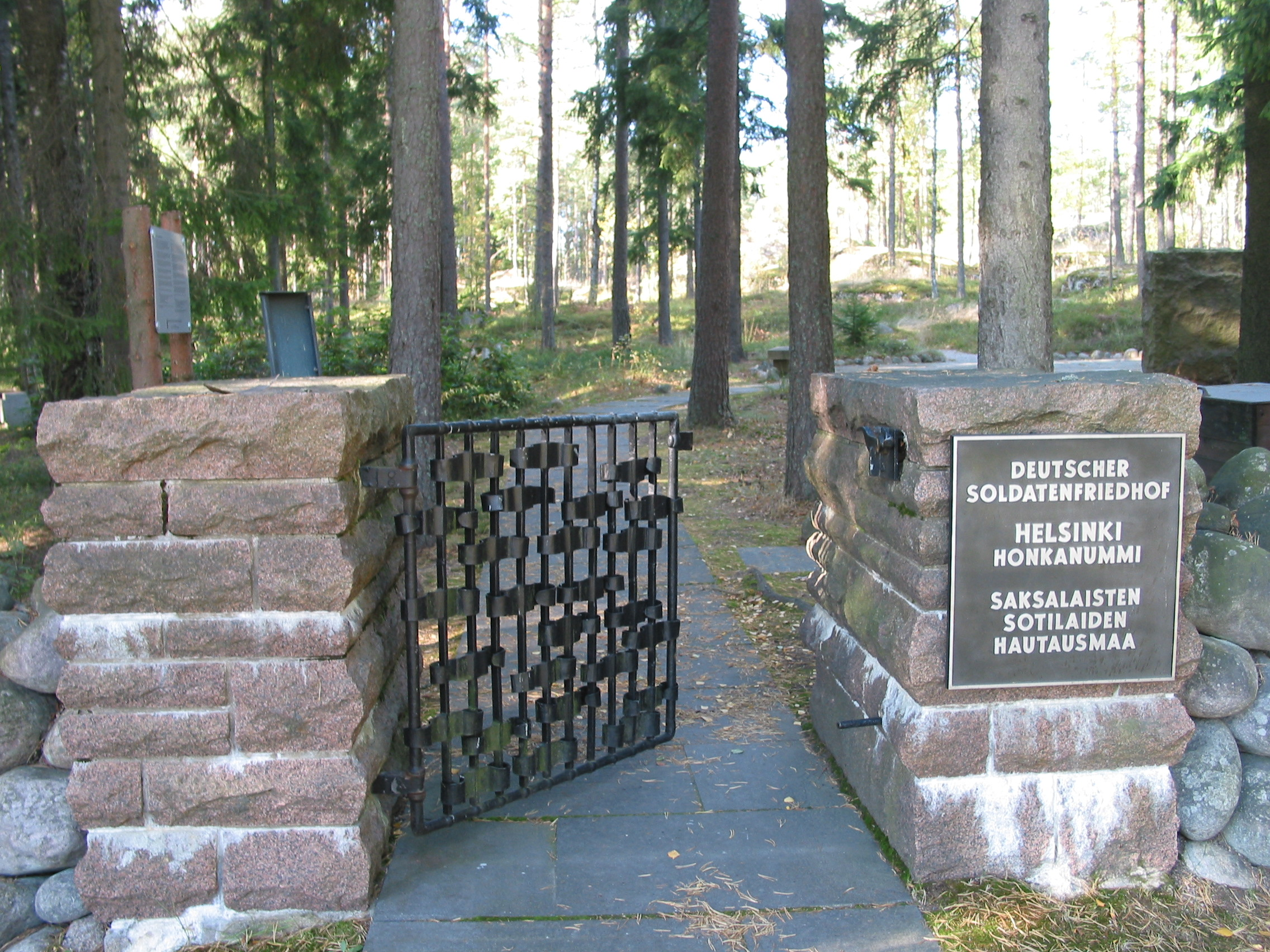
Deutscher Soldatenfriedhof

### Energieversorgung
Etwa 90 % der Einwohner heizen mit Fernwärme. 2024 gab der Energieversorger Vantaa Energy bekannt, bis 2028 einen großen unterirdischen Kavernenspeicher mit einem Fassungsvermögen von 1,1 Millionen Kubikmetern zu errichten, der als saisonaler Fernwärmespeicher arbeiten soll. In diesem soll unter Druck bis 140 °C warmes Wasser gespeichert werden. Die Kapazität dieses Speichers soll bei 90 Gigawattstunden liegen. Aufgeladen werden soll er durch verschiedene Quellen: Neben zwei Power-to-Heat-Anlagen mit je 60 MW, die Wind- und Solarstrom nutzen können, soll auch Abwärme aus Rechenzentren, Industrieanlagen und der Abfallverbrennung eingespeichert werden.

## Kultur und Sehenswürdigkeiten

### Museen

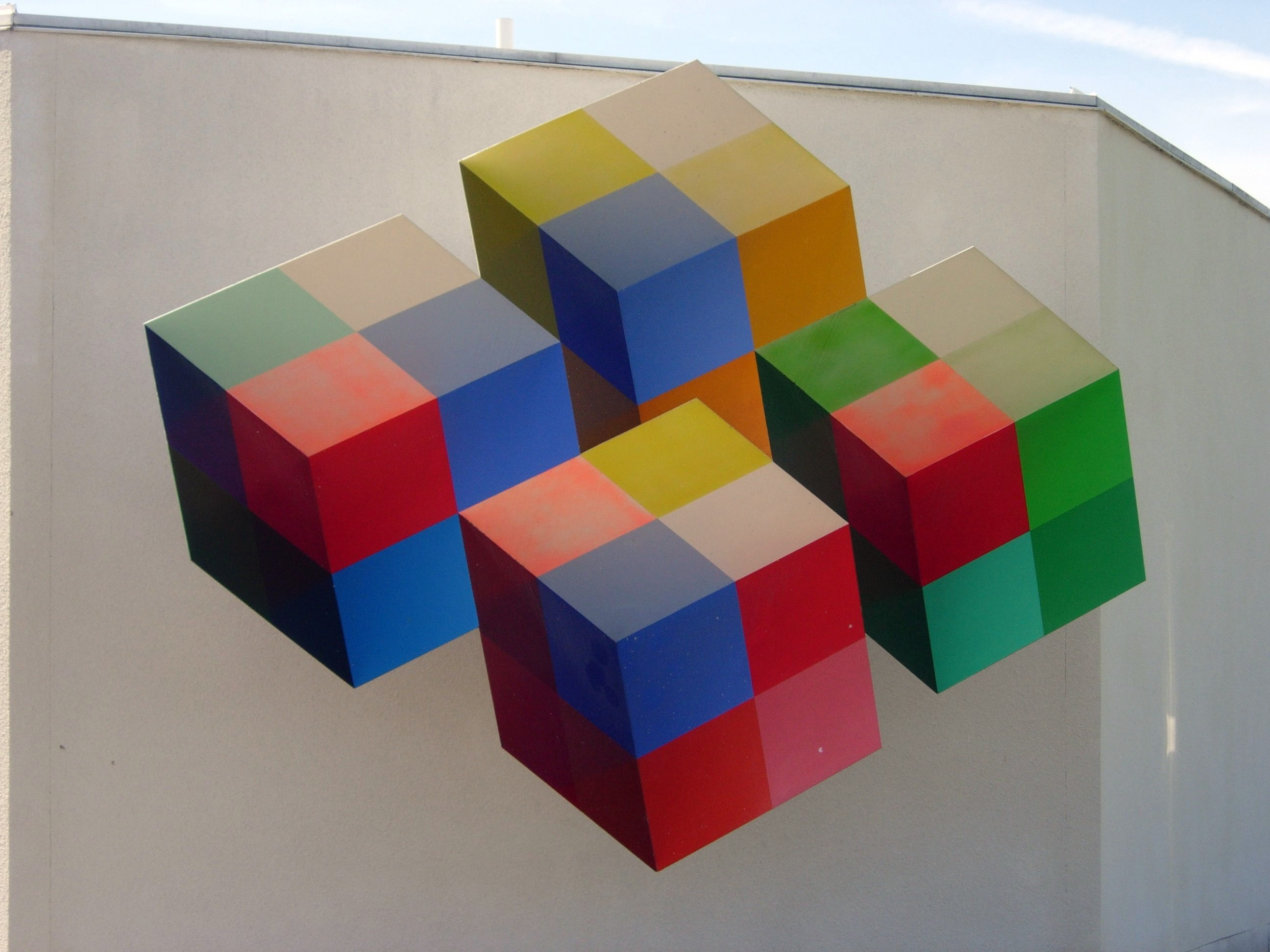
Das Symbol des Wissenschaftszentrums Heureka an dessen Haupteingang

Die wichtigste Sehenswürdigkeit von Vantaa ist das 1989 eröffnete Wissenschaftszentrum Heureka. Die in einem futuristischen Gebäude im Stadtteil Tikkurila untergebrachte Einrichtung hat sich der Vermittlung von wissenschaftlicher Bildung verschrieben. Besucher können selbst Experimente durchführen; daneben gibt es Sonderausstellungen und ein IMAX-Kino, welches auch als Planetarium benutzt wird. Heureka verzeichnet im Schnitt knapp 300.000 Besucher pro Jahr.
Der 1862 erbaute alte Bahnhof von Tikkurila, das älteste erhaltene Bahnhofsgebäude Finnlands, beherbergt seit 1990 das Stadtmuseum von Vantaa. Hier werden wechselnde Ausstellungen, die sich hauptsächlich mit der Geschichte der Stadt befassen, gezeigt. Direkt am Flughafen von Vantaa befindet sich das Finnische Luftfahrtmuseum, in dem mehr als 70 Flugzeuge ausgestellt sind.
Das Kunstmuseum von Vantaa ist im Mehrzweckhaus Myyrmäkitalo im Stadtteil Myyrmäki untergebracht. Außerdem befinden sich dort eine Bibliothek und ein Auditorium.

### Musik

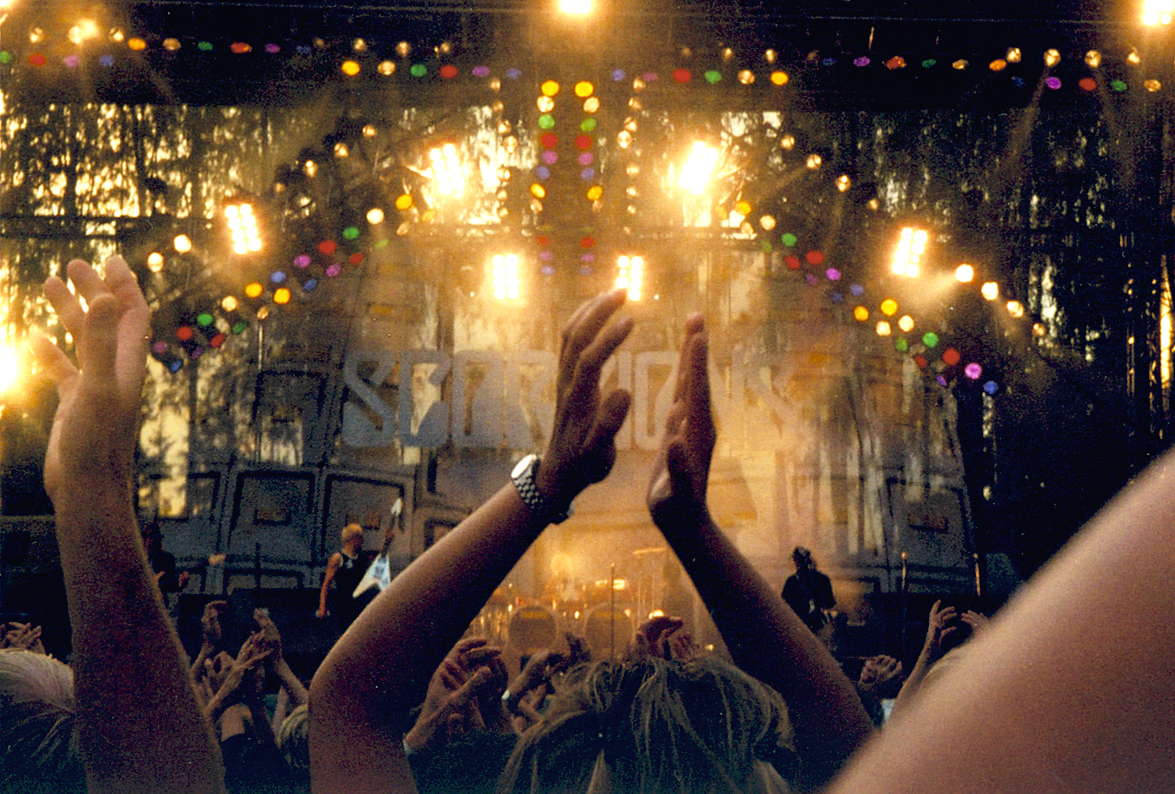
Auftritt der Scorpions beim Ankkarock-Festival 2003

Alljährlich im Sommer wird das Barockmusik-Festival BRQ Vantaa Festival veranstaltet. Seit 1987 bis 2010 fand jeden August im Stadtteil Korso das Rock-Festival Ankkarock statt.
1987 wurde im Stadtteil Martinlaakso das Konzerthaus Martinus fertiggestellt, in dem Konzerte, Kongresse und verschiedene Kulturveranstaltungen stattfinden. Das Konzerthaus Martinus ist auch die Heimatbühne von Vantaan viihdeorkesteri (Vantaa pops), dem einzigen professionellen finnischen Sinfonieorchester, das sich auf Popmusik spezialisiert hat.
Aus Vantaa stammen unter anderem der Bassist Raul Ruutu und der Gitarrist Janne Kärkkäinen (beides Mitglieder der Rockband Sunrise Avenue), der Rapper Cheek, der Rockmusiker und Sänger Jussi Selo (Uniklubi), die Pop- und R&B-Sängerin Anna Abreu und die 2006 gegründete Rockband My First Band.

## Persönlichkeiten

### Söhne und Töchter der Stadt
- Jaakko Hintikka (1929–2015), Philosoph
- Laila Kinnunen (1939–2000), Sängerin
- Mika Häkkinen (* 1968), Formel-1-Weltmeister 1998 und 1999
- Minna Karhu (* 1971), Freestyle-Skierin
- Joona Laukka (* 1972), Radrennfahrer
- Sami Kapanen (* 1973), Eishockeyspieler
- Ville Peltonen (* 1973), Eishockeyspieler
- Kimmo Kapanen (* 1974), Eishockeyspieler
- Jarkko Ruutu (* 1975), Eishockeyspieler
- Tami Kiuru (* 1976), Skispringer
- Juha Salminen (* 1976), Endurosportler
- Antti-Jussi Niemi (* 1977), Eishockeyspieler
- Eeva Putro (* 1978), Schauspielerin und Drehbuchautorin
- Erkki Rajamäki (* 1978), Eishockeyspieler
- Mikko Ruutu (* 1978), Eishockeyspieler
- Leena Peisa (* 1979), Keyboarderin und Metal-Sängerin
- Ossi Väänänen (* 1980), Eishockeyspieler
- Jare Henrik Tiihonen (* 1981), Rapper, Künstlername Cheek
- Ilari Filppula (* 1981), Eishockeyspieler
- Kimmo Muurinen (* 1981), Basketballspieler
- Kim Viljanen (* 1981), Dartspieler
- Antti Niemi (* 1983), Eishockeyspieler
- Tuomo Ruutu (* 1983), Eishockeyspieler
- Valtteri Filppula (* 1984), Eishockeyspieler
- Antti Pihlström (* 1984), Eishockeyspieler
- Jussi Selo (* 1985), Rockmusiker und Sänger, Mitglied der Band Uniklubi
- Mikko Koskinen (* 1988), Eishockeyspieler
- Viivi Pumpanen (* 1988), Schauspielerin und Model
- Juhani Ojala (* 1989), Fußballspieler
- Anna Abreu (* 1990), Sängerin
- Tommi Kivistö (* 1991), Eishockeyspieler
- Emilia Pikkarainen (* 1992), Schwimmerin
- Teemu Pulkkinen (* 1992), Eishockeyspieler
- Jere Mikael Pöyhönen (* 1993), Sänger und Rapper, Künstlername Käärijä
- Noora Tulus (* 1995), Eishockeyspielerin
- Joel Kiviranta (* 1996), Eishockeyspieler
- Saga Andersson (* 2000), Stabhochspringerin
- Jon Sallinen (* 2000), Freestyle-Skier
- Mirella (* 2005), Popsängerin

### In Vantaa gestorben
- Kalevi Kotkas (1913–1983), Leichtathlet
- Ville Pessi (1902–1983), Politiker